# Тихомировская улица (Санкт-Петербург)
Тихоми́ровская улица — улица в Кировском районе Санкт-Петербурга. Проходит от проспекта Стачек до улицы Маршала Говорова.

## История
Первое название проезда — улица Шнейдера. Оно известно с 1914 года и происходило от фамилии делового партнёра Путиловского завода, владельца фирмы Шнейдер-Крезо. В 1916 году, в разгар Первой мировой войны, немецкое имя поменяли на русское — Тихомировская улица, также по фамилии домовладельца Е. П. Тихомирова.
Улица проходит по южной границе сада 9-го Января. До 1962 года она продолжалась на восток почти до железной дороги.